# NGC 830
NGC 830 (również PGC 8201) – galaktyka eliptyczna (E-S0), znajdująca się w gwiazdozbiorze Wieloryba. Odkrył ją Heinrich Louis d’Arrest 23 września 1865 roku.